# Xestoblatta vera
Xestoblatta vera är en kackerlacksart som beskrevs av Rocha e Silva och Fraga 1975. Xestoblatta vera ingår i släktet Xestoblatta och familjen småkackerlackor. Inga underarter finns listade i Catalogue of Life.